# 馬立パーキングエリア

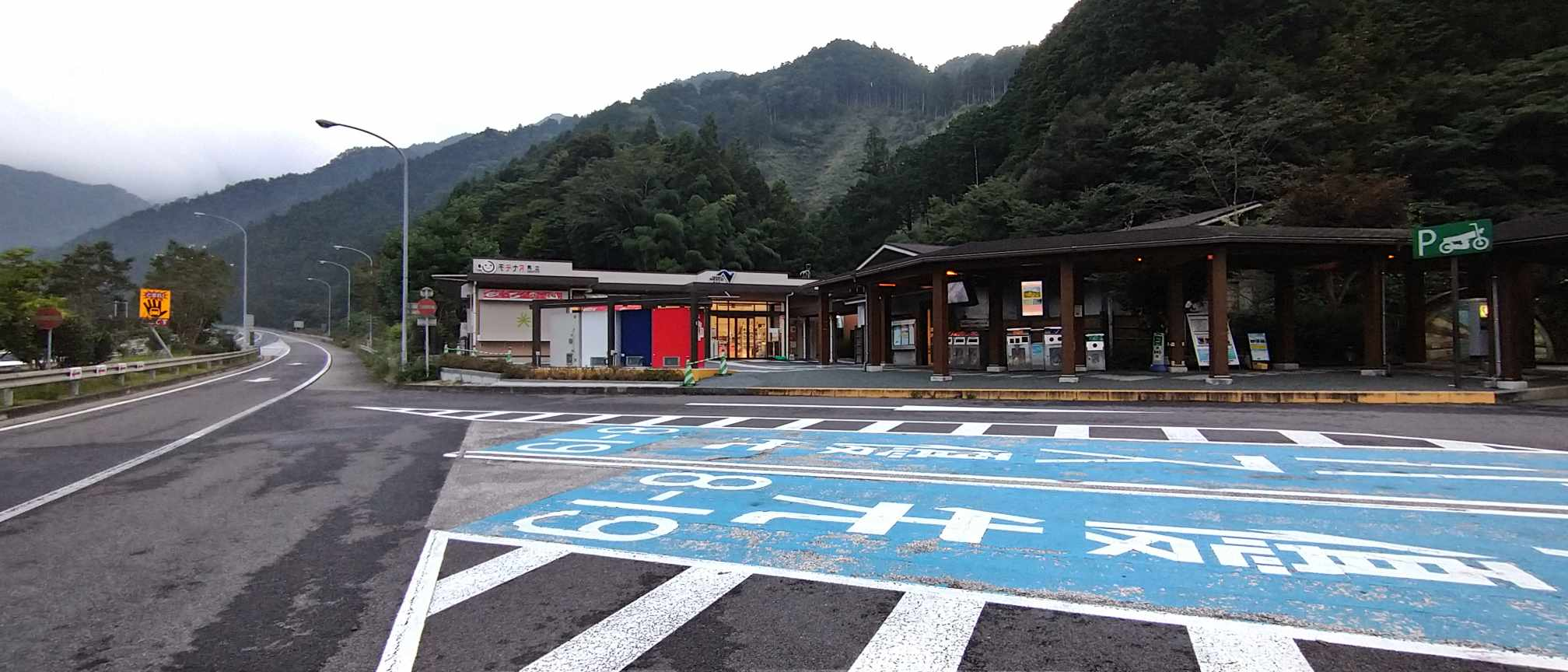
全景

馬立パーキングエリア（うまたてパーキングエリア）は、愛媛県四国中央市新宮町馬立にある高知自動車道のパーキングエリアである。
上り線（川之江方面）のみに存在する。下り線（高知方面）には立川PAがある。
もともとはトイレのみのPAだったが、あとから木造の売店ができた。売店は2021年(令和3年)に鉄骨造の建物に建替えられた。

## 施設
2021年（令和3年）10月17日にリニューアルオープンした。

### 上り線（川之江方面）
- 駐車場
  - 大型 8台
  - 小型 40台
  - 兼用 1台
  - 身障者用 1台
  - トレーラー 1台
- トイレ
  - 男性 大 2器（和式1・洋式1）・小 5器
  - 女性 7器　（和式1・洋式6）
  - 身障者用 1器
- スナックコーナー（3月 - 11月 : 8:00 - 19:00、12月 - 2月 : 8:00 - 18:00）
- ショッピングコーナー（3月 - 11月 : 8:00 - 19:00、12月 - 2月 : 8:00 - 18:00）
- テイクアウトコーナー
- ベビーコーナー
- 自動販売機
- 携帯電話充電器（3月 - 11月：8:00 - 19:00、12月 - 2月：8:00 - 18:00）
- 電気自動車EV用急速充電器[3]

## 隣
E32 高知自動車道
(8) 新宮IC - 馬立PA（上り線のみ） - 立川PA（下り線のみ） - (9) 大豊IC